# 佐々治寛之
佐々治 寛之（ささじ ひろゆき、1935年 - 2006年8月1日）は、日本の動物学者。

## 経歴
長崎県出身。旧姓・神谷。長崎県立長崎東高等学校、九州大学農学部卒、同大学院、1967年農学博士（九州大学）。福井大学教育学部助教授、教授。99年定年退官、名誉教授。

## エピソード
- 1986年7月13日放送の象印クイズ ヒントでピントに、16分割クイズの出題をした。

## 著書
- 『動物分類学入門』 東京大学出版会 1989
- 『テントウムシの自然史』東京大学出版会 1998